# Rantis
Rantis (arab. ‏رنتيس‎, Rantīs) – wieś w Palestynie, w muhafazie Ramallah i Al-Bira. Według danych szacunkowych Palestyńskiego Centralnego Biura Statystycznego w 2016 roku miejscowość liczyła 3243 mieszkańców.
W miejscowości istnieją dwie szkoły podstawowe i dwa przedszkola, a także trzy kliniki, dworzec autobusowy, klub sportowy i dwa meczety.
W pobliskiej jaskini znaleziono wyroby z krzemienia, prawdopodobnie wytworzone w okresie środkowego paleolitu.